# ريتشارد تريسي هنري
ريتشارد تريسي هنري (بالإنجليزية: Richard Treacy Henry)‏ هو عالم طيور نيوزيلندي، ولد في 4 يونيو 1845، وتوفي في 13 نوفمبر 1929.